# 3أم-54 كاليبر
صواريخ كاليبر أو كلوب هو نظام صواريخ متعددة المهام التي وضعها مكتب نفتور للتصميم لسلاح البحرية السوفيتية والروسية. لقب تعريف الناتو هو SS-N-27. الخيارين موجودين: واحد يطلق من سفن السطح (كلوب-N)، وغيرها من غواصات (كلوب-S). تم تصميم نظام لقبول أنواع مختلفة من الرؤوس الحربية على حسب المهمة: الحرب المضادة للسفن والغواصات أو هجوم بري. هو صعب الاكتشاف بالنسبة للرادار بسبب قطره الصغير واستخدامه لطلاء ماص لموجات الرادار .

## إصدارات
- 3M-54E - نسخة مضادة للسفن، طوله 8.22 مترا مع حمولة من 200 كجم ومدى 220 كم . تحلق السرعة الأولى دون سرعة الصوت ثم يصبح الأسرع من الصوت (ماخ 2.9 ) ، على ارتفاع 5 متر من السطح وهو قادر على مناورات مراوغة تأثير من أجل تجنب الكشف عن الرادار أو الأشعة تحت الحمراء . له القدرة على مهاجمة مجموعة حاملة الطائرات المعنية بشدة البحرية الأمريكية .
- 3M-54E1 - نسخة مضادة للسفن طوله 6.2 مترا مع حمولة من 400 كجم ومداه 300 كم أسرع من الصوت
- 3M-14E - نسخة هجوم بري طوله 6,2 مترا مع حمولة من 400 كجم ومدى 1500-2500 كيلومترا مع إمكانية اطلاقه من السفن والغواصات.

### الصواريخ المغيرة للبيئة
تطلق هذه الصواريخ من بيئة جافة إلى بيئة مائية أو العكس
- 91RE1 - نسخة مضادة للغواصات إطلاق رأسي من الغواصة، طوله 8 مترا مع حمولة من 76 كغ ومدى 50 كم
- 91RE1 - نسخة مضادة للغواصات لإطلاق عمودي من سطح السفن، طوله 6.5 مترا مع حمولة من 76 كغ ومدى 40 كم. أسرع من الصوت .

### نظام إطلاق بالحاويات
أو مجمع كلوب-k هو نظام مسلح بأربعة صواريخ كروز مع قدرة مضادة للسفن تطلق من الحاويات القياسية 40 قدما يمكن تركيبها على منصات غير عسكرية مثل الشاحنات والقطارات أو سفن البضائع المدنية.

## منصات لإطلاق الصاروخ كاليبر
مشروع 22160 (فئة سفينة دورية)